# István Gorove

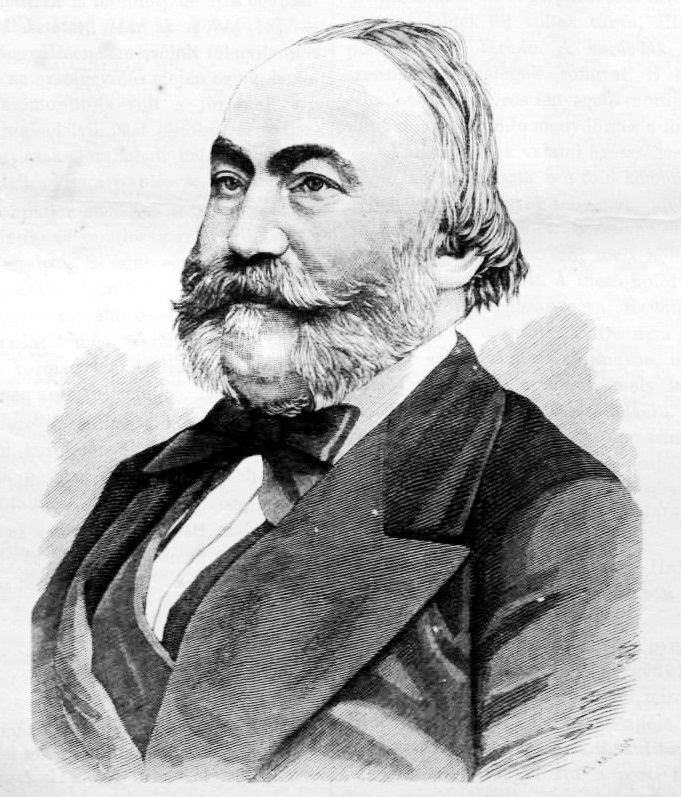
István Gorove.

István Gorove, född 20 augusti 1819 i Pest, död 31 maj 1881 i Budapest, var en ungersk politiker. 
Gorove gjorde sig på 1840-talet känd genom sina i liberal anda hållna politiska arbeten Nemzetiség (Nationalitet, 1842), och Nyugat (Västerlandet, två band, 1844), uppträdde 1848 som medlem först av lantdagen i Bratislava och sedan, under revolutionstiden, av ungerska nationalförsamlingen, mot de radikala ytterlighetsmännen, men tvingades dock efter revolutionens undertryckande fly till utlandet och fick först 1856 tillåtelse att återvända. 
Gorove blev sedermera en av Ferenc Deáks trognaste anhängare och satt 1867–71 i Gyula Andrássys ministär, först som minister för handel, jordbruk och industri, sedan 1870 som kommunikationsminister. År 1871 utgick han ur ministären, missnöjd med dess föga frisinnade förslag till kommunallagar, och drog sig kort därefter av hälsoskäl tillbaka från det politiska livet.